# Comté d'Allen (Ohio)
Pour les articles homonymes, voir Comté d'Allen.
Le comté d'Allen, en anglais : Allen County, est un des 88 comtés de l'État de l'Ohio, aux États-Unis.
Son siège est fixé à Lima.
Le comté a été créé en 1820. Le comté est nommé en l'honneur du colonel John Allen, qui a été tué lors de la bataille de Frenchtown pendant la Guerre anglo-américaine de 1812.

## Liens externes

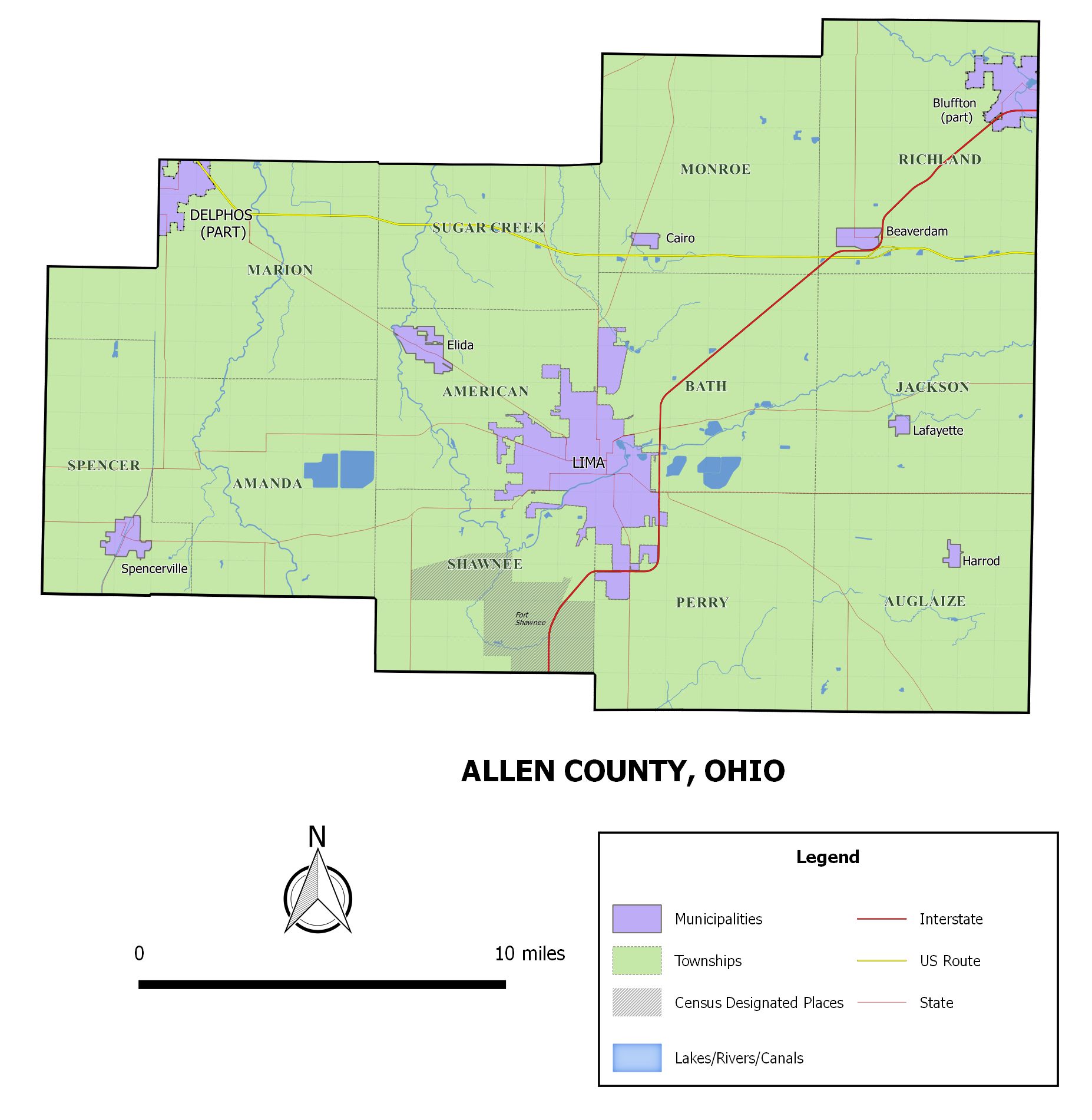
Municipalités et subdivisions du comté d'Allen

## Subdivisions administratives

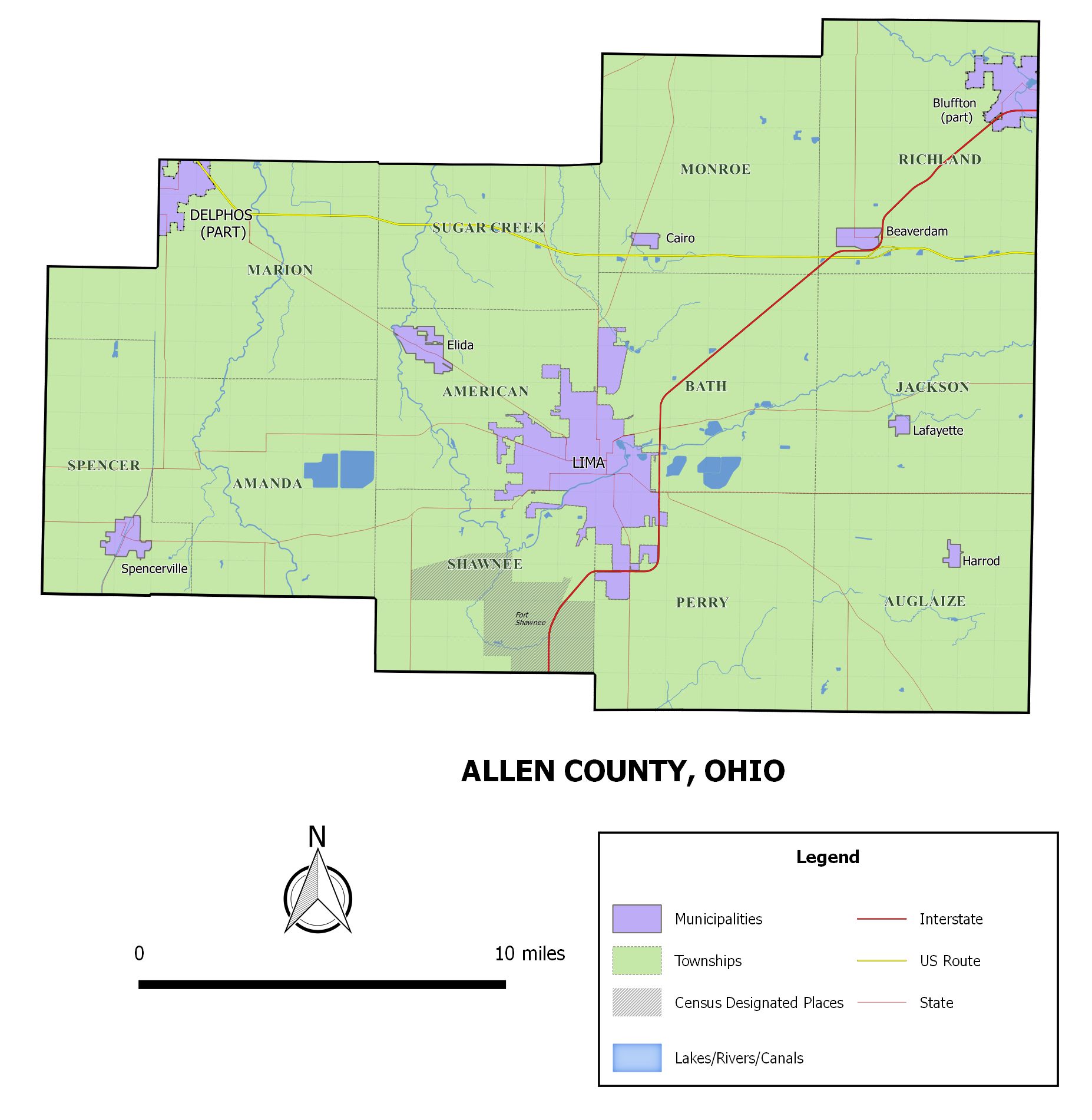
Municipalités et subdivisions du comté d'Allen

### Villes
- Lima (siège du comté)
- Delphos (partiellement)

### Villages
- Beaverdam

- Bluffton (partiellement)
- Cairo
- Elida
- Harrod
- Lafayette
- Spencerville

### Cantons civils
- Amanda
- American
- Auglaize
- Bath
- Jackson
- Marion
- Monroe
- Perry
- Richland
- Shawnee
- Spencer
- Sugar Creek

### Secteurs statistiques
- Fort Shawnee

### Autres divisions non constituées
- Allentown
- Conant
- Gomer
- Hume
- Joliet
- Kemp
- Landeck
- Maysville
- Needmore
- Oakview
- Rockport
- Rousculp
- Scotts Crossing
- Slabtown
- South Warsaw
- Southworth
- West Newton
- Westminster
- Yoder